# John Russell (baloncestista)
John David "Honey" Russell (Brooklyn, Nueva York, 31 de mayo de 1902-Livingston, Nueva Jersey, 15 de noviembre de 1973) fue un jugador y entrenador de baloncesto estadounidense que jugó durante 25 temporadas en la American Basketball League, la primera liga profesional de baloncesto de los Estados Unidos. Posteriormente ejerció como entrenador, siendo el primero en ejercer dicho papel en los Boston Celtics de la NBA, y dirigiendo a la Universidad de Seton Hall durante 15 temporadas. En 1964 fue incluido en el Basketball Hall of Fame.

## Trayectoria deportiva

### Jugador
Tras dejar su High School con 16 años, se convirtió en jugador profesional, disputando diferentes ligas, como la Interstate League, New York State League, Pennsylvania State League, Metropolitan League, y la American Basketball League, la primera gran liga profesional de los Estados Unidos. En total jugó en 22 equipos diferentes en sus 25 años de carrera profesional, disputando más de 3200 partidos, una cifra que sería el equivalente a entre 30 y 40 años de una trayectoria profesional moderna. Fue en cuatro ocasiones All-Star con los Chicago Bruins y los Cleveland Rosenblums, ganando la ABL en dos ocasiones, en 1926 y 1939.
En 1928 disputó también la NFL, la liga profesional de fútbol americano, con los Chicago Bears, que eran del mismo propietario que los Bruins, con los que jugaba a baloncesto. Durante muchos de sus años como profesional ejerció como jugador-entrenador.

### Entrenador
Tras retirarse de las canchas, fue el entrenador de la Universidad de Seton Hall entre 1936 y 1941, logrando un balance de 101 victorias y 32 derrotas. Su carrera se vio interrumpida por la Segunda Guerra Mundial, regresando a los banquillos en 1946, cuando se convirtió en el primer entrenador de la historia de los Boston Celtics, puesto que ocupó durante 2 temporadas, jugando en la BAA.
Regresó a Seton Hall en 1949, dirigiendo al equipo hasta 1960, logrando el mayor éxito de los Pirates en su historia al conseguir ganar el NIT en 1953, contando con jugadores de la talla de Walter Dukes y Richie Regan.
En 1964 fue incluido en el Basketball Hall of Fame como jugador.

#### Estadísticas como entrenador
| Equipo | Año     | Liga Regular | Liga Regular | Liga Regular | Liga Regular | Liga Regular           | Playoffs | Playoffs | Playoffs | Playoffs    |
| Equipo | Año     | Partidos     | Ganados      | Perdidos     | % victorias  | Clasificado            | Partidos | Ganados  | Perdidos | % victorias |
| ------ | ------- | ------------ | ------------ | ------------ | ------------ | ---------------------- | -------- | -------- | -------- | ----------- |
| Boston | 1946-47 | 60           | 22           | 38           | .367         | 6º en la División Este |          |          |          |             |
| Boston | 1947-48 | 48           | 20           | 28           | .417         | 3º en la División Este | 3        | 1        | 2        | .333        |
| Total  | Total   | 60           | 18           | 42           | .300         | -                      | 3        | 1        | 2        | .333        |